# فرایزنراته
فرایزنراته (به آلمانی: Friesenrath) یک منطقهٔ مسکونی در آلمان است که در آخن واقع شده‌است.